# كأس الأمير 2003–04
أقيمت بطولة كأس الأمير الثانية والأربعون في موسم 2003/2004، وقد شارك في تلك البطولة جميع الفرق.

## الفرق المشاركة
- نادي التضامن الكويتي
- نادي خيطان
- نادي الصليبيخات
- نادي كاظمة
- نادي اليرموك
- نادي النصر الكويتي
- نادي الفحيحيل
- نادي الكويت
- نادي الساحل الكويتي
- نادي الجهراء
- نادي السالمية
- نادي الشباب الكويتي
- نادي العربي الكويتي
- نادي القادسية الكويتي

## الدور التمهيدي
- نادي التضامن الكويتي × نادي خيطان (0:1)
- نادي الصليبيخات × نادي كاظمة (3:0)
- نادي اليرموك × نادي النصر الكويتي (5:7) ضربات جزاء ترجيحية.
- نادي الكويت × نادي الفحيحيل (0:4)
- نادي الجهراء × نادي الساحل الكويتي (0:1)
- نادي السالمية × نادي الشباب الكويتي (5:8) ضربات جزاء ترجيحية.

## الدور الربع نهائي
- نادي كاظمة × نادي التضامن الكويتي (0:1)
- نادي القادسية الكويتي × نادي اليرموك (0:5)
- نادي الجهراء × نادي الكويت (5:2)
- نادي العربي الكويتي × نادي السالمية (1:0)

## الدور النصف نهائي
- نادي القادسية الكويتي × نادي كاظمة (1:4)
- نادي الكويت × نادي السالمية (4:5) ضربات جزاء ترجيحية.

## مباراة تحديد المركزين الثالث والرابع
- نادي كاظمة × نادي السالمية (2:3)

## النهائي
- نادي القادسية الكويتي × نادي الكويت (0:2)

سجل هدفي القادسية :
- سيدو تراوري (2)

## هداف البطولة
- دينيس (الكويت) 5 أهداف.